# Ранги между родом и видом
Ра́нги биологи́ческих таксо́нов ме́жду ро́дом и ви́дом — ранги, которые в таксономической иерархии находятся ниже рода, но выше вида.
Перечень таких рангов, как и их названия, отличаются в различных кодексах биологической номенклатуры.
В ботанике используются шесть рангов между родом и видом (в порядке понижения уровня):
- подрод (лат. subgenus),
- надсекция (лат. supersectio),
- секция (лат. sectio),
- подсекция (лат. subsectio),
- ряд, или серия (лат. series),
- подряд, или подсерия (лат. subseries).

В зоологии и бактериологии используют только один такой ранг, а именно подрод. В зоологии ещё применяется термин комплекс видов для нескольких видов, точную границу между которыми провести затруднительно.

## Названия таксонов, имеющих ранг между родом и видом
Правила образования и применения названий таксонов, имеющих ранг между родом и видом, как и названий таксонов другого ранга, устанавливаются правилами, зафиксированными в международных кодексах ботанической и зоологической номенклатуры и сходных с ними кодексов номенклатуры бактерий и вирусов.
Международный кодекс ботанической номенклатуры признаёт шесть таксономических категорий рангом ниже рода и выше вида. Названия таких таксонов состоят из двух, трёх или большего числа слов, первым из которых идёт название рода, к которому эти таксоны относятся, за которым следуют слова, обозначающие ранги таксонов, и сами названия таксонов. Эти названия могут начинаться не с названия рода, а с названия таксона более низкого ранга, если это не приводит к неясности. Сами названия таксонов, имеющих ранг ниже рода и выше вида, могут быть существительными в единственном числе или прилагательными во множественном числе — и пишутся с заглавной буквы.
| Ранг                 | Обозначение    | Пример                                       |
| -------------------- | -------------- | -------------------------------------------- |
| подрод               | subgen., subg. | Prunus subg. Cerasus — Вишня                 |
| надсекция            | supersect.     | Passiflora supersect. Decaloba               |
| секция               | sect.          | Saxifraga sect. Ciliatae                     |
| подсекция            | subsect.       | Juniperus sect. Juniperus subsect. Oxycedrus |
| ряд, или серия       | ser.           | Atriplex ser. Atriplex                       |
| подряд, или подсерия | subser.        | Senecio subser. Amplectentes                 |

Согласно Международному кодексу зоологической номенклатуры и Международному кодексу номенклатуры бактерий названия таксонов в ранге подрода не отличаются по форме от таксонов в ранге рода: эти названия униномиальны, являются существительными в единственном числе и пишутся с заглавной буквы.